# James Tissot
James Tissot (ejtsd: [dzsémsz tiszó]), eredetileg Jacques-Joseph Tissot (1836. október 15. – 1902. augusztus 8.), francia festő, karikaturista és illusztrátor.

## Élete
A párizsi társadalom sikeres festője volt és a divatosan öltözött nők festőjeként lett híres. 1871-ben Londonba költözött, ahol nevét James Tissot-ra változtatta. Élettársa, Kathleen Newton  1882-es halála után visszatért Párizsba. Az 1880-as években vallásos élményei voltak, és ezután hívő katolikusként élete végéig a Biblia jeleneteit és alakjait is festette. Palesztinába is többször elutazott, hogy ihletet kapjon.
1894 júliusában elnyerte a Francia Köztársaság Becsületrendjét, a legmagasabb francia állami kitüntetést. Élete utolsó éveiben az Ószövetség témáinak megfestésén dolgozott.

## Galéria
Tissot válogatott képei:

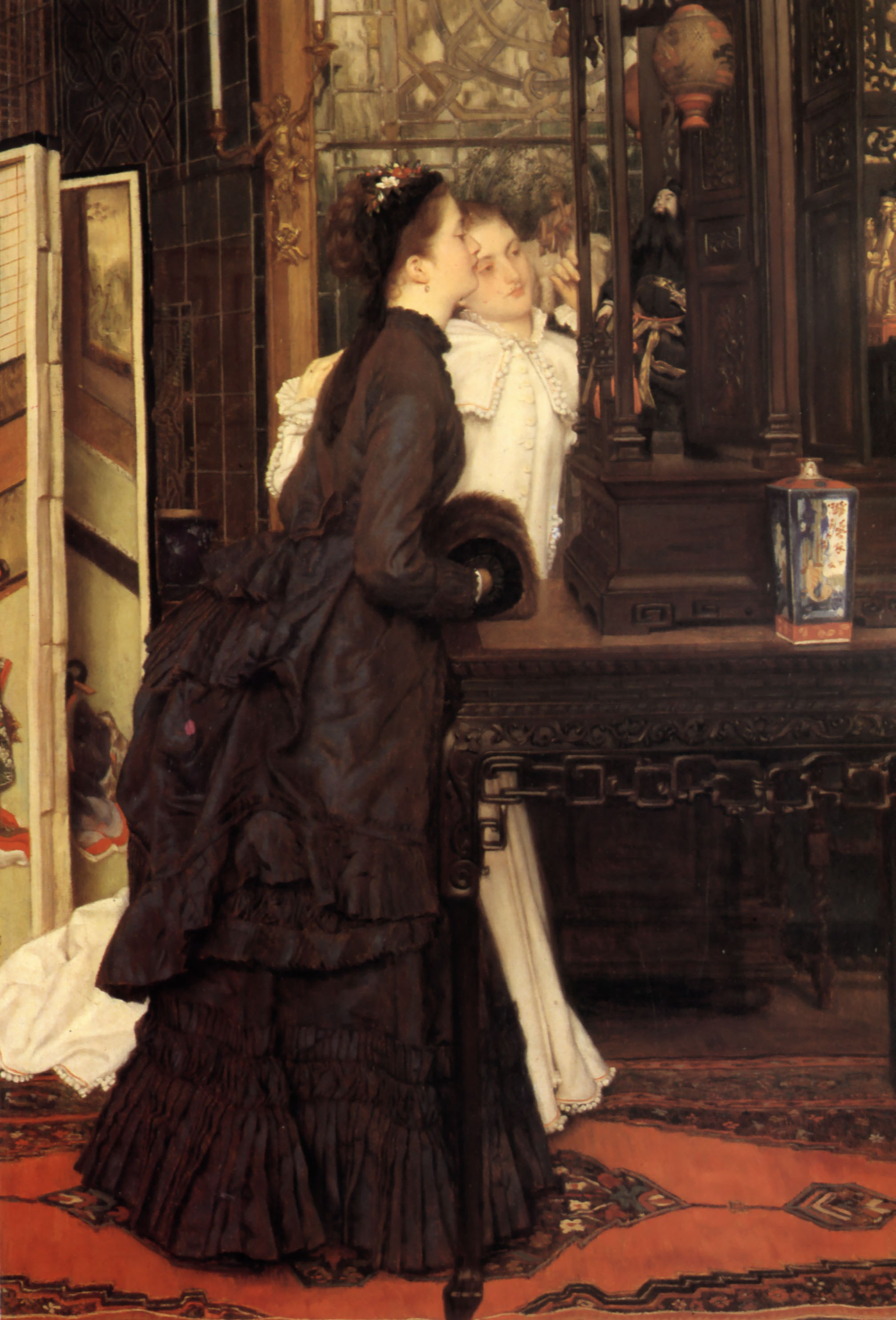
Fiatal nők csodálják a japán tárgyakat, 1869
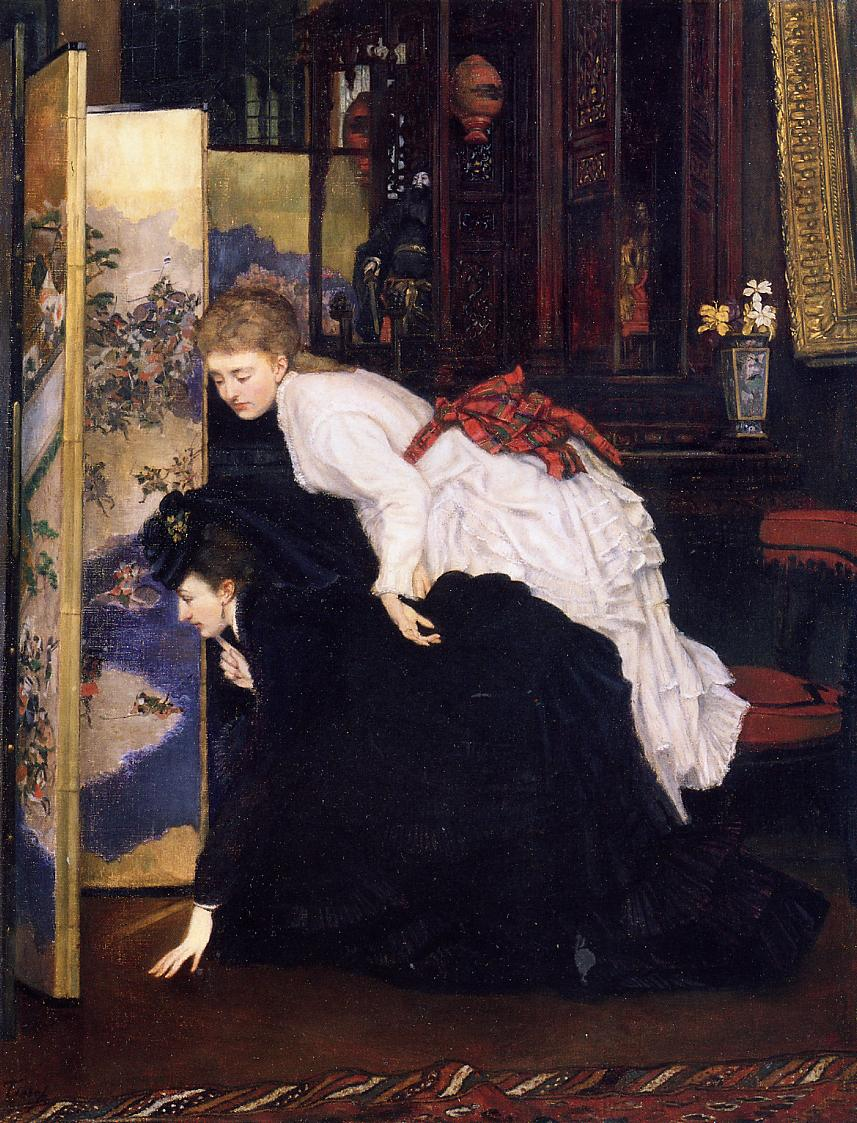
Fiatal nők nézik a japán tárgyakat, 1869-1870 k.
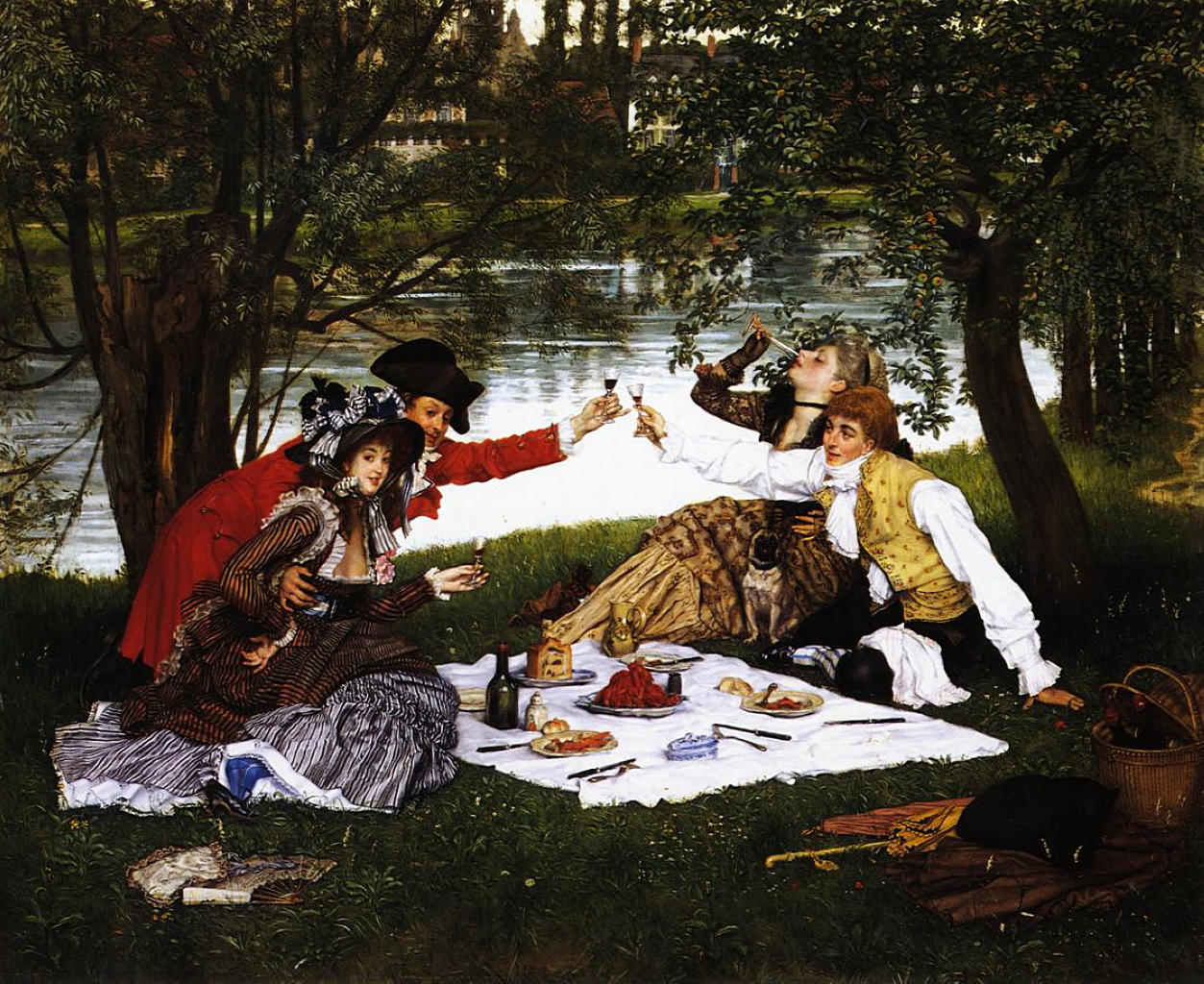
La Partie carrée, 1870, collection particulière
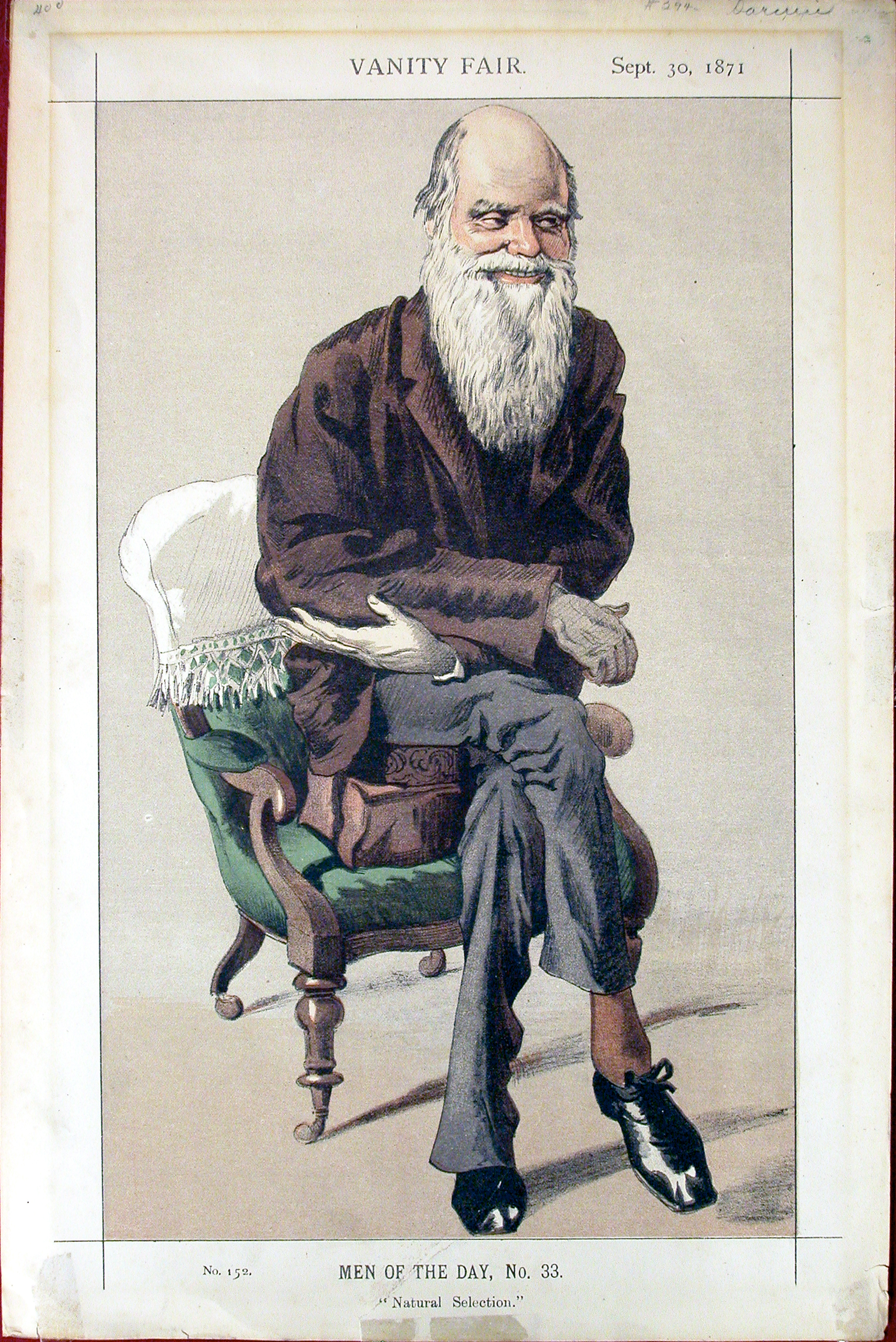
Charles Darwin-karikatúrája, 1871
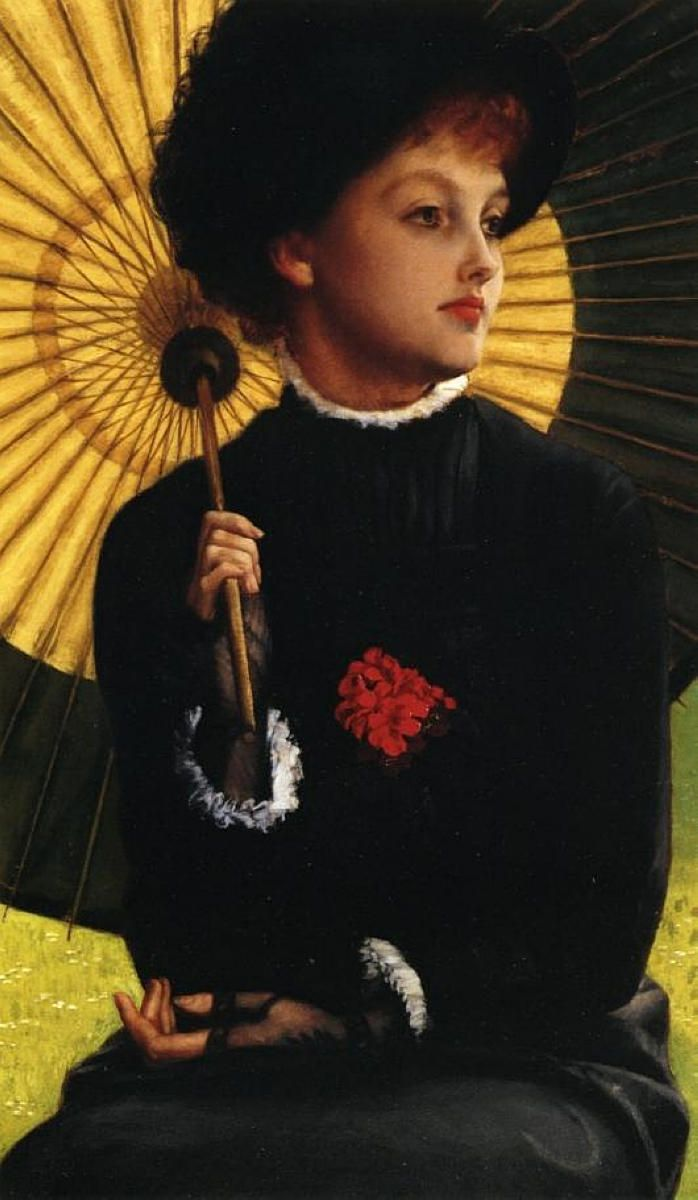
Élettársa (Kathleen Newton), 1877 k.
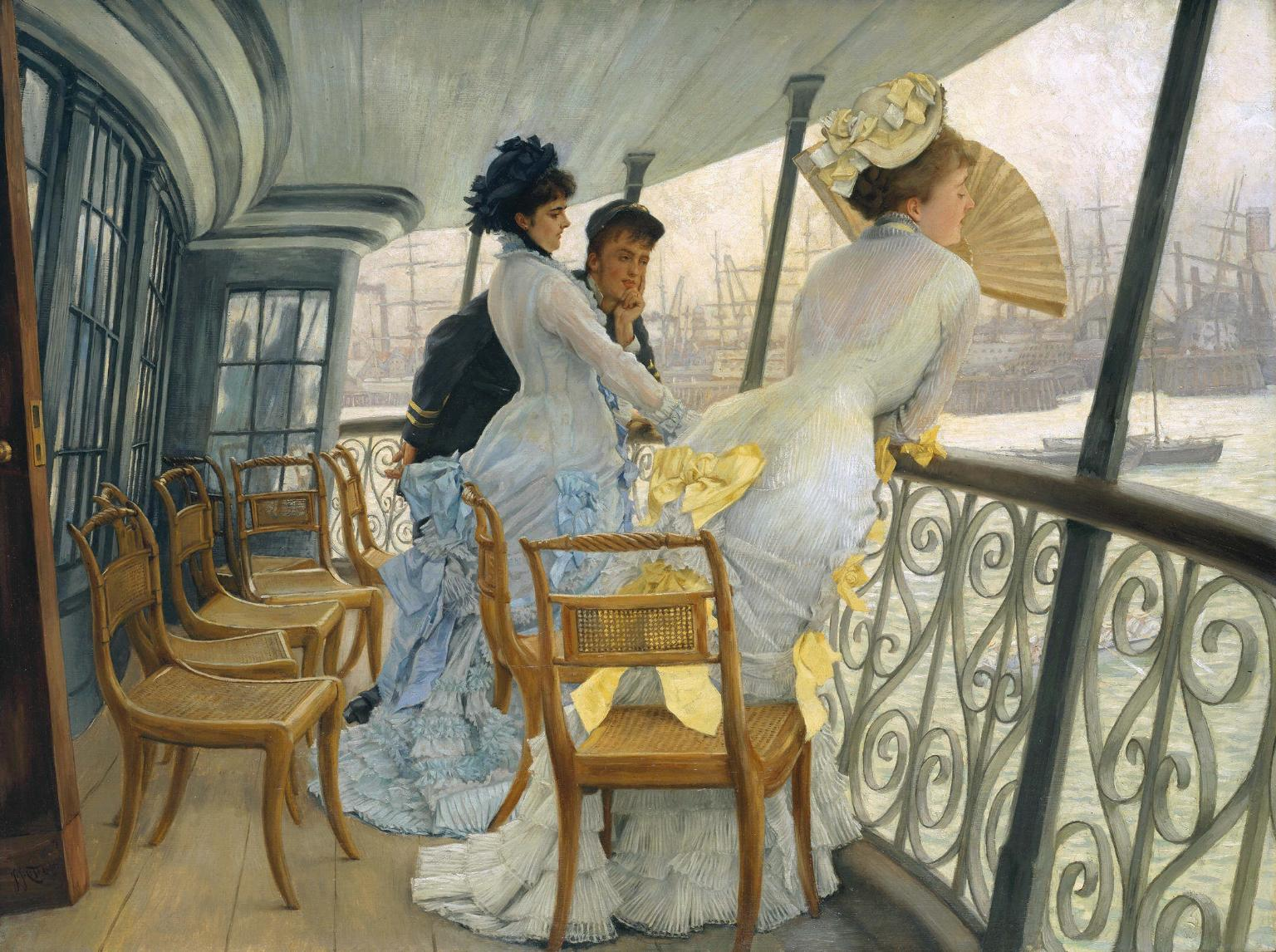
Le pont du H.M.S. 'Calcutta' (Portsmouth), vers 1877, Tate Galéria, London
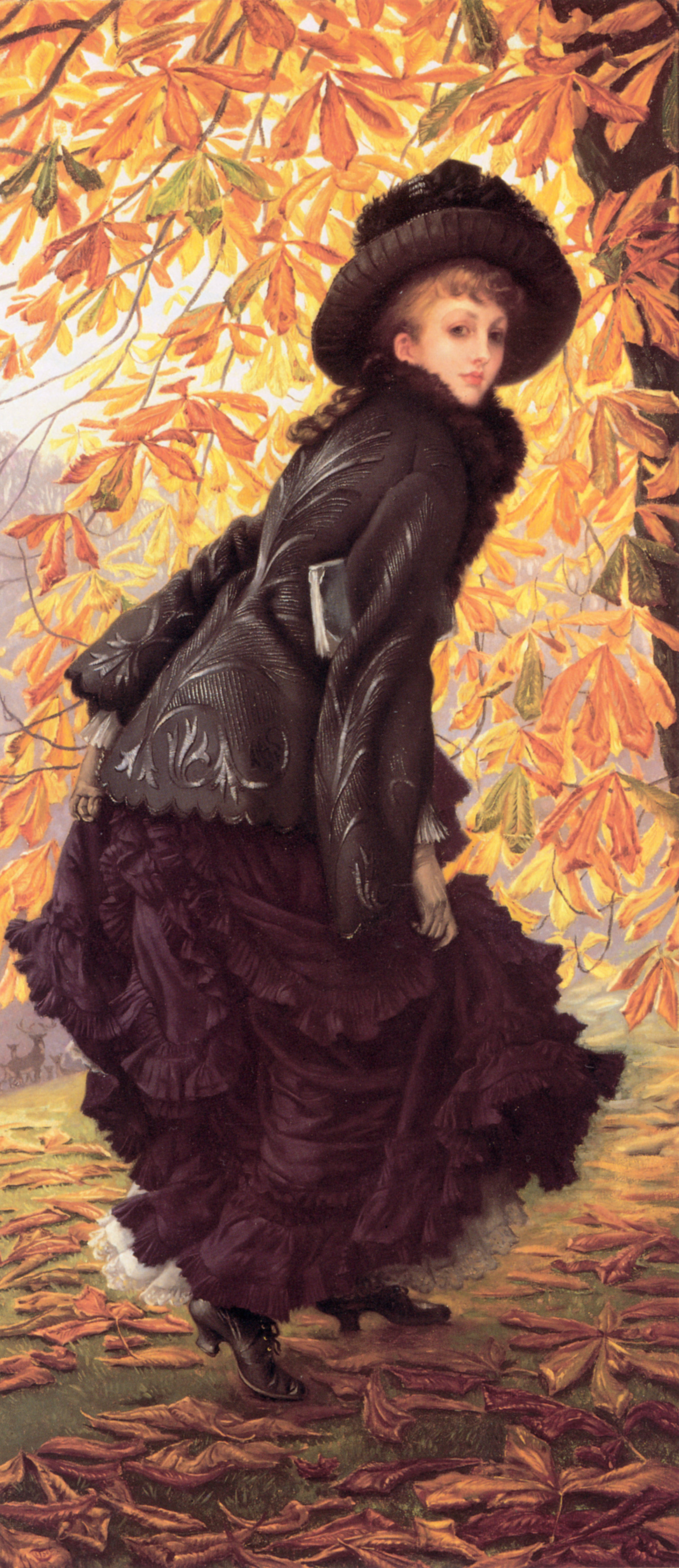
Október, 1877
Bujócska, 1877, National Gallery of Art
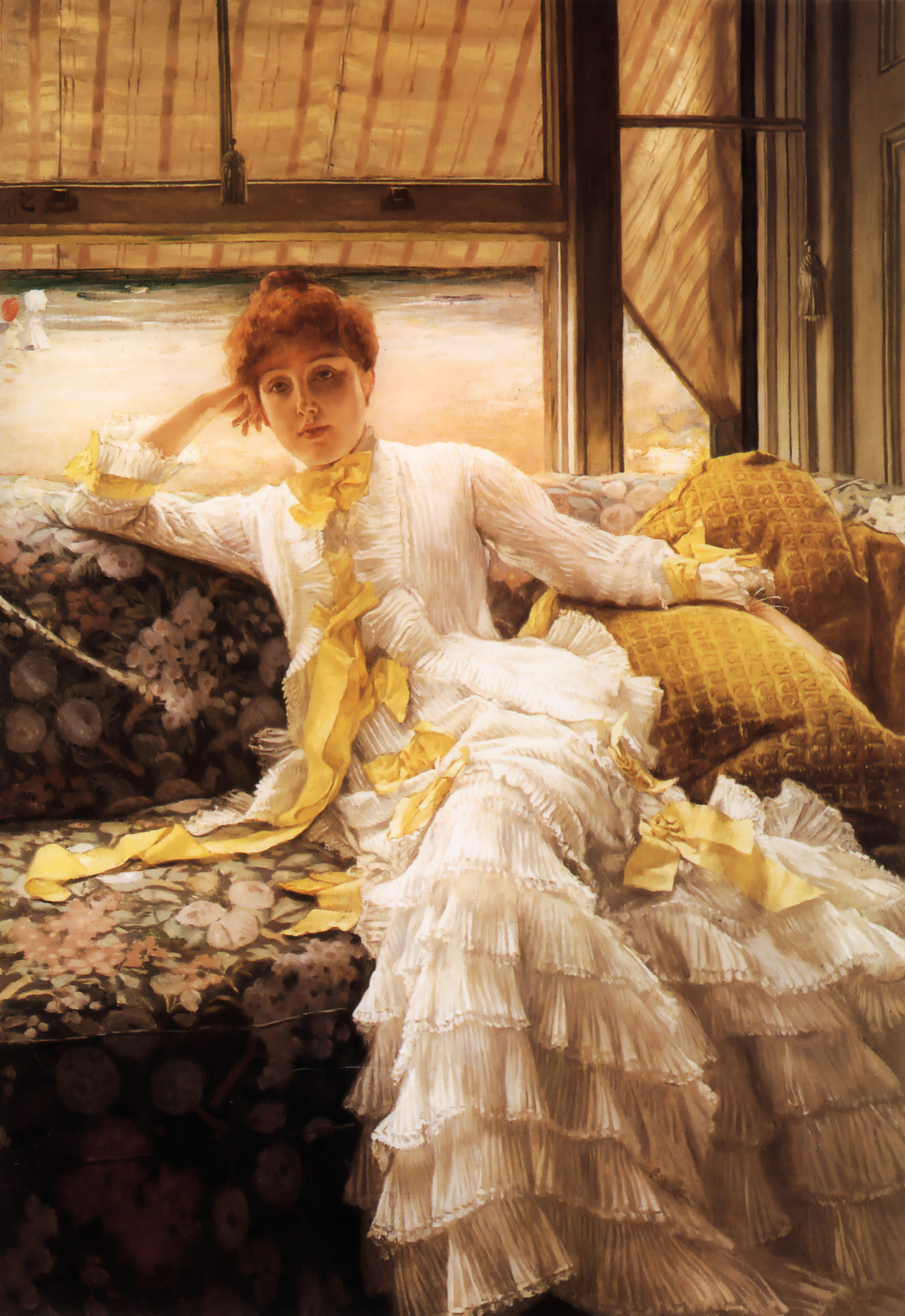
Tengerpart, 1878, Cleveland Museum of Art
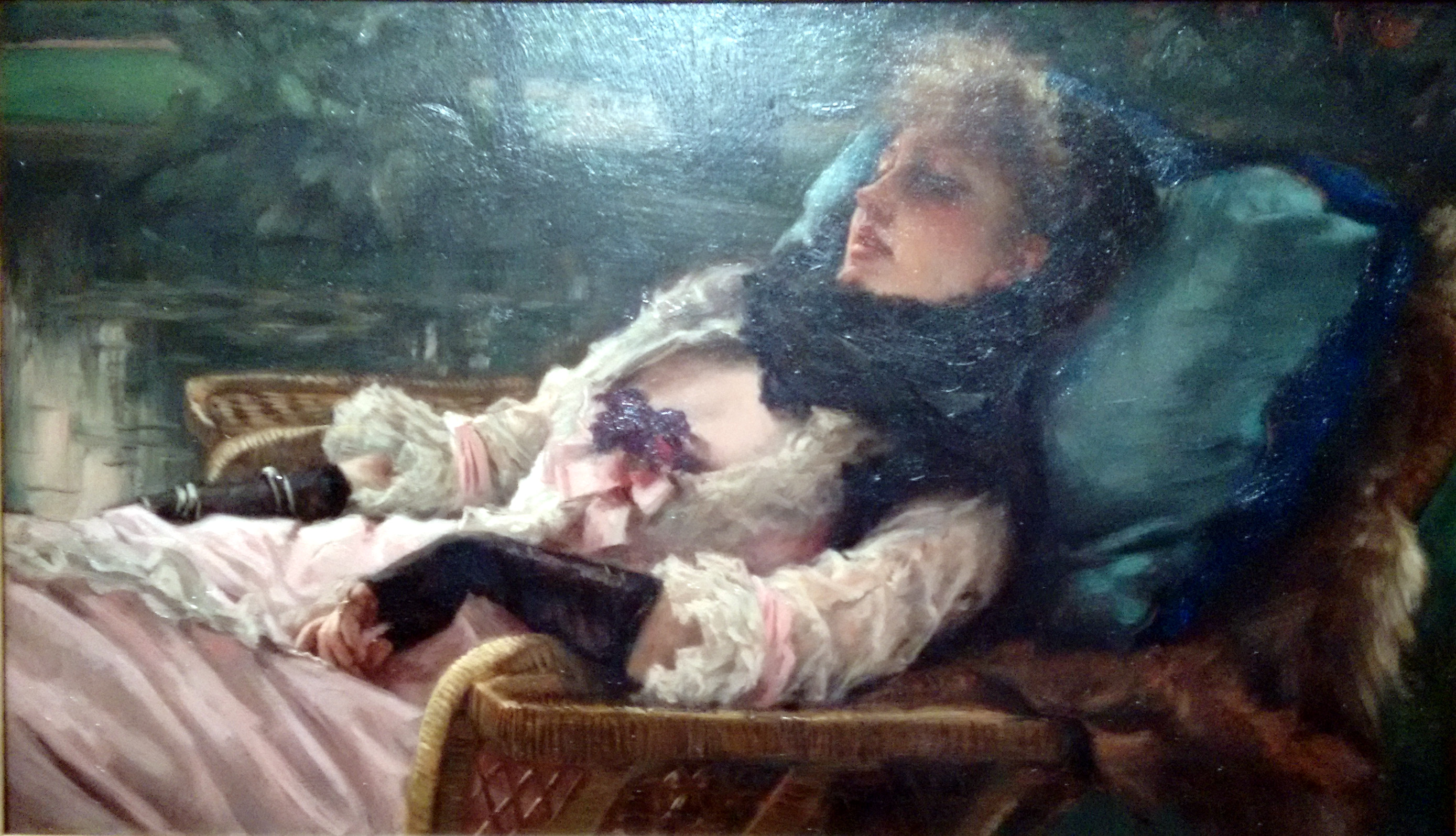
La Rêveuse, vers 1876, Musée d’Orsay, Párizs
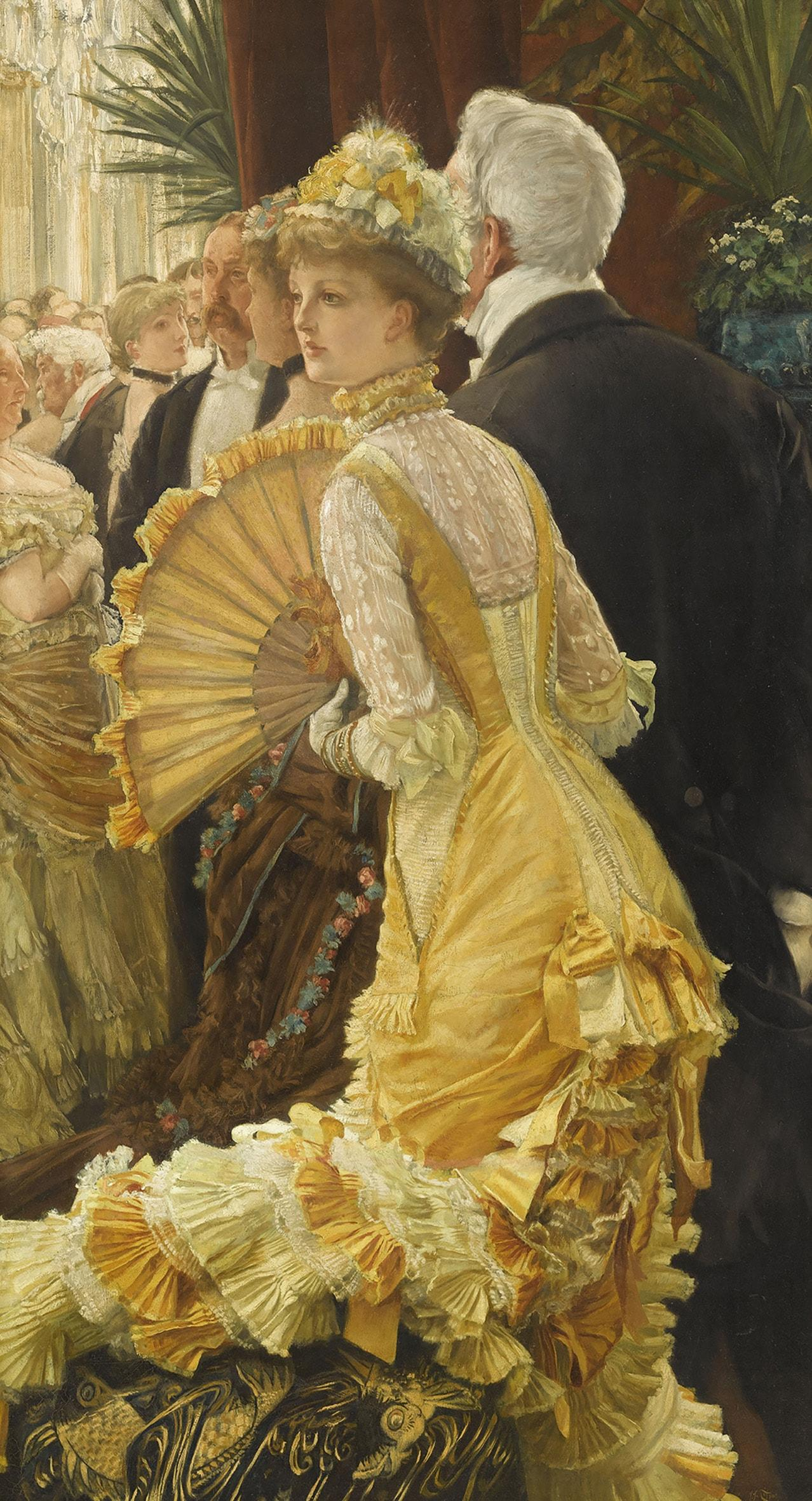
A bál, 1878, Musée d’Orsay, Párizs
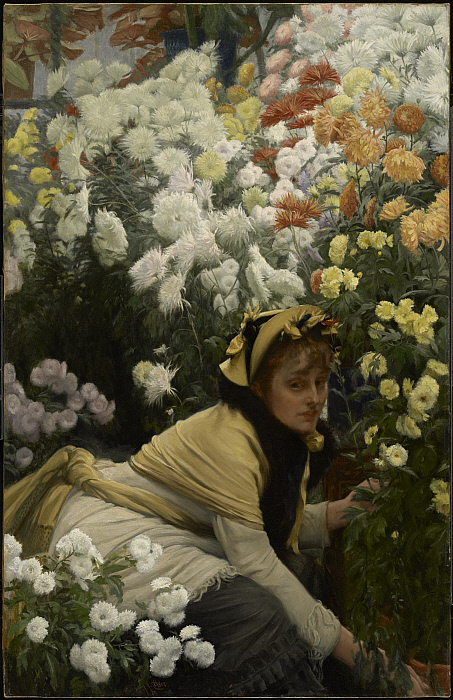
Krizantémok, 1874–76, Clark Art Institute

### Bibliai témák
Válogatott képek:

Ószövetségi témák
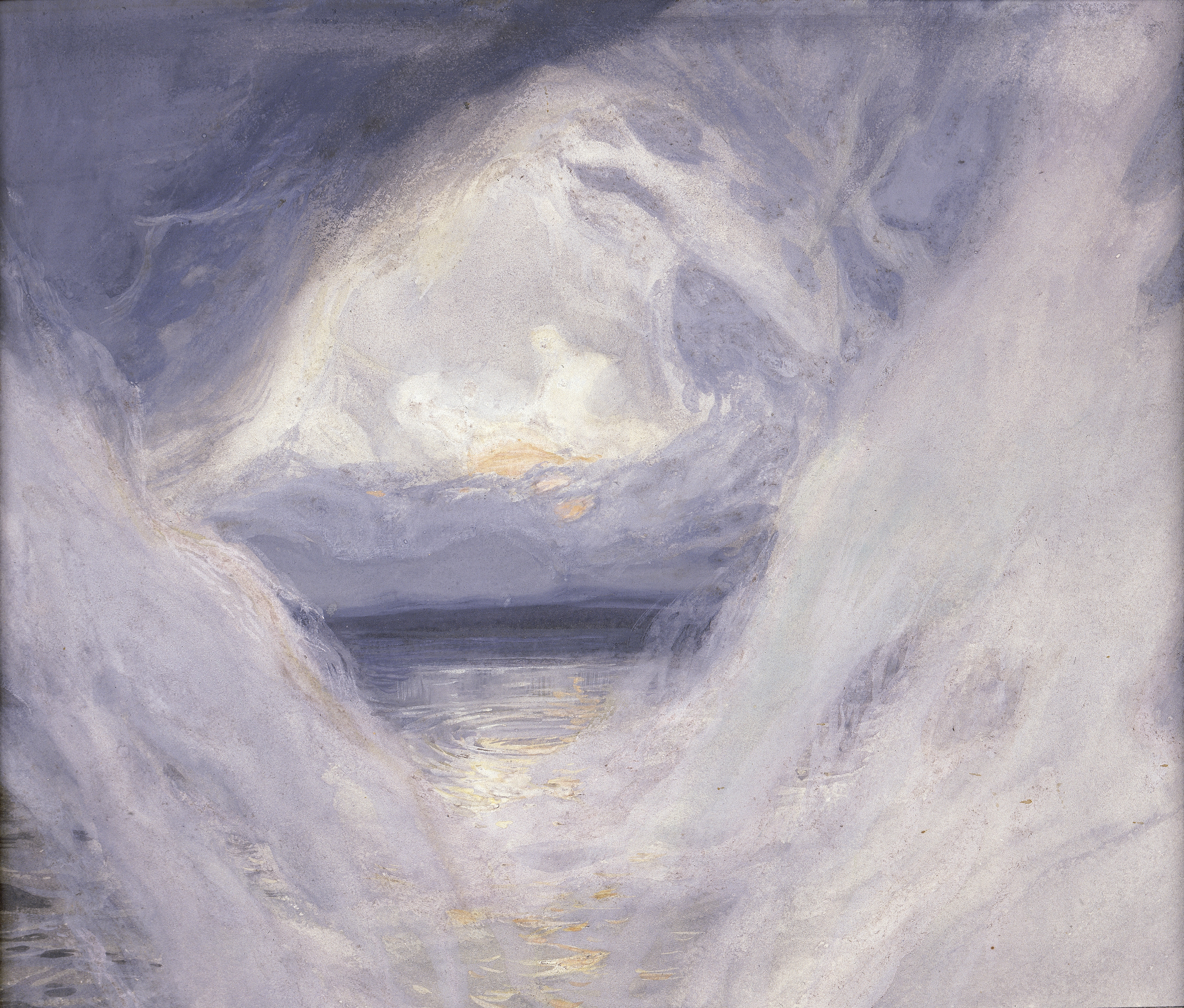
A teremtés, Jewish Museum (New York), 1896–1902
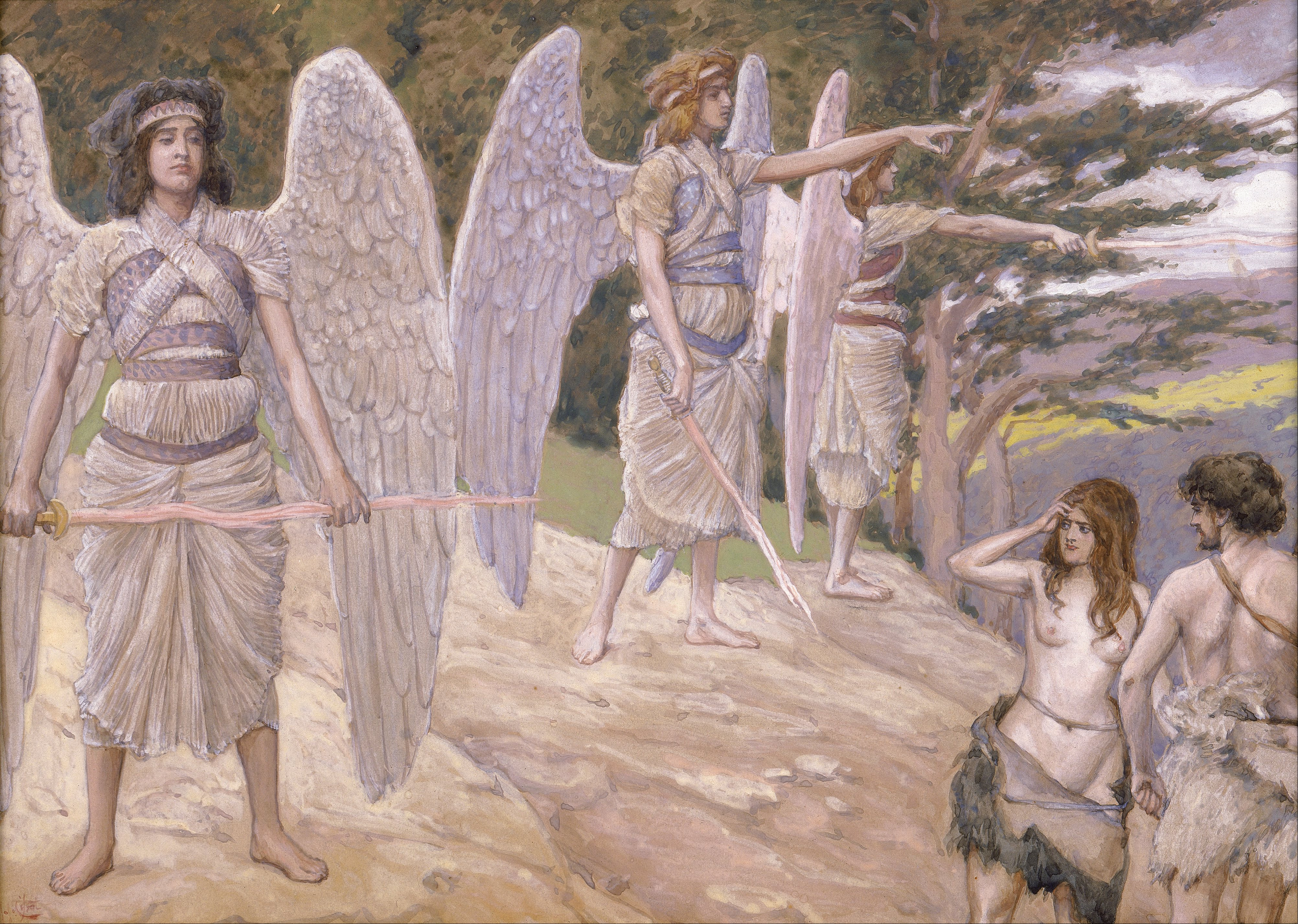
Ádám és Éva kiűzetése a paradicsomból, 1896–1902
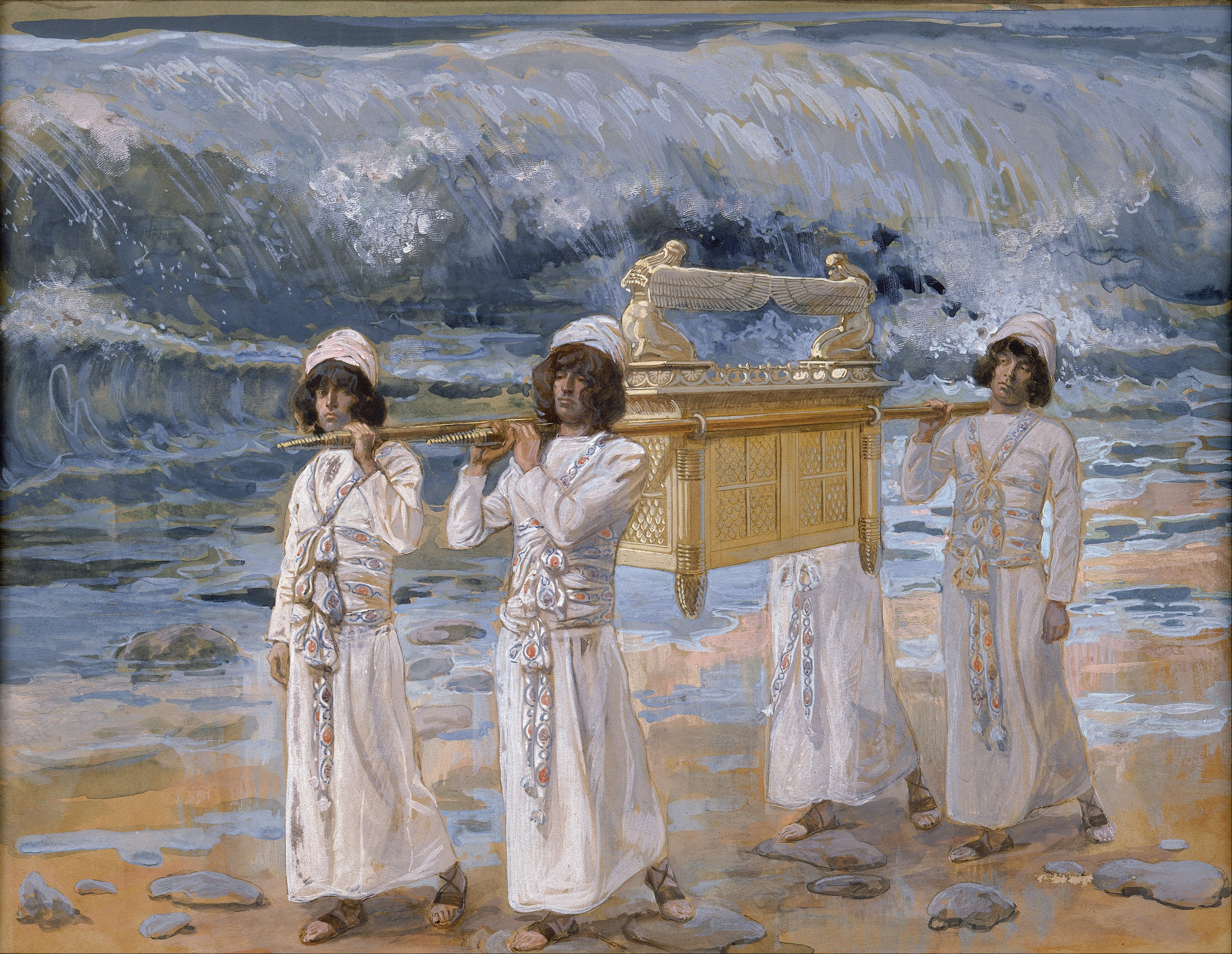
A frigyládát átviszik a Jordánon, 1896–1902
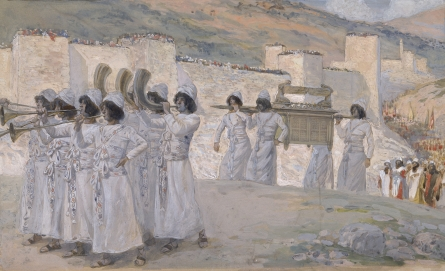
Jerikó 7 trombitája 1896–1902

Jézus élete
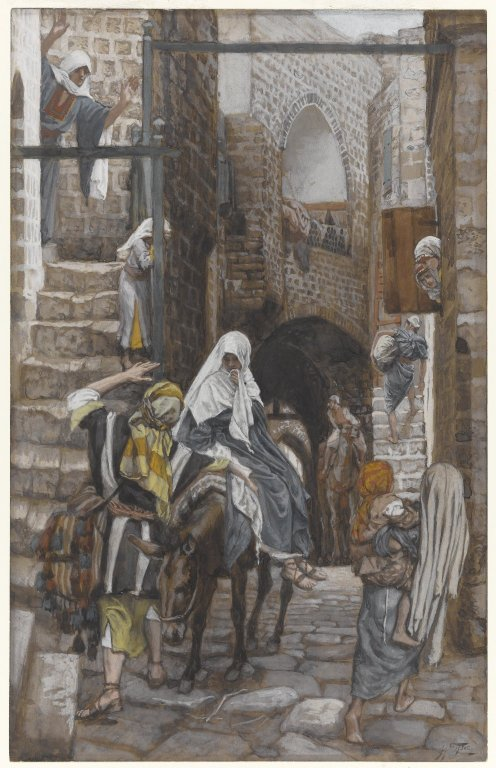
Szt. József szállást keres Betlehemben
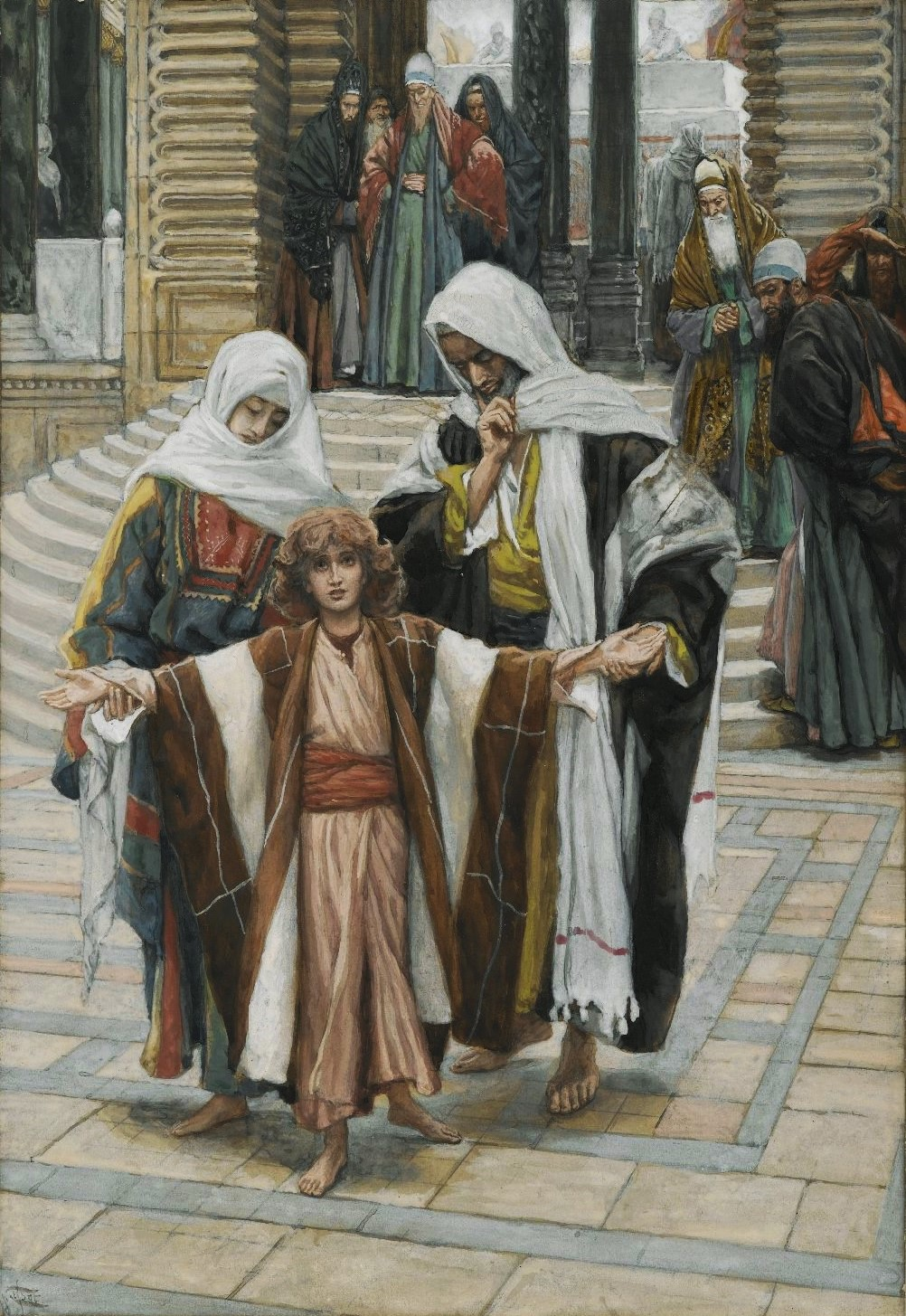
Jézust megtalálják a templomban
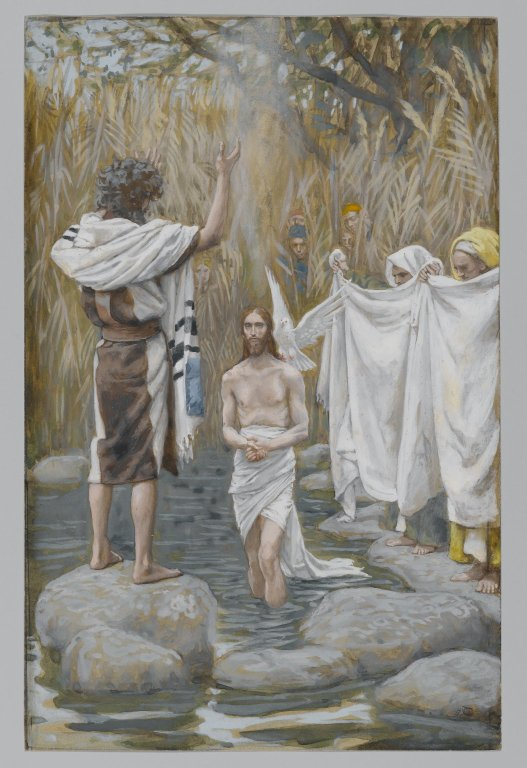
Jézus megkeresztelkedése
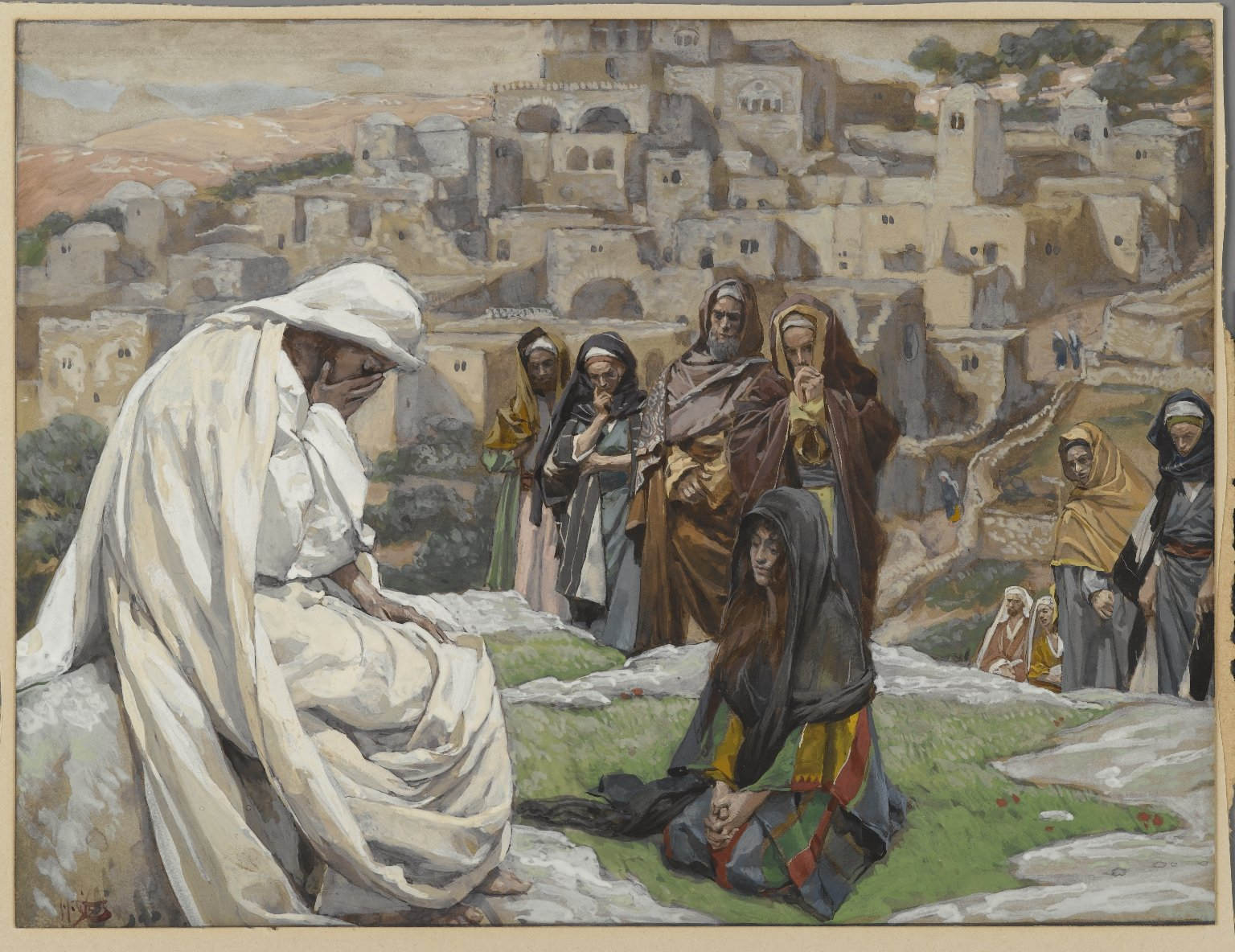
Jézus siratja Jeruzsálemet
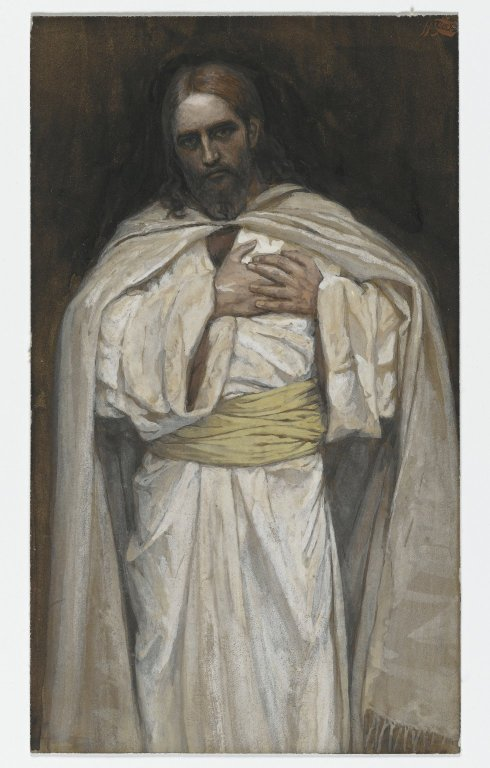
A mi urunk, J. K.
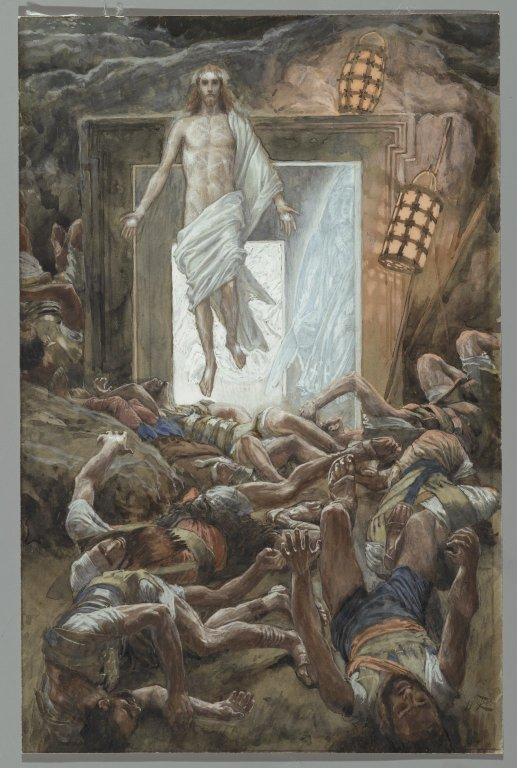
A feltámadás

## Fordítás
- Ez a szócikk részben vagy egészben  a   James Tissot című francia Wikipédia-szócikk fordításán alapul.  Az eredeti cikk szerkesztőit annak laptörténete sorolja fel. Ez a jelzés csupán a megfogalmazás eredetét és a szerzői jogokat jelzi, nem szolgál a cikkben szereplő információk forrásmegjelöléseként.